# Karting nos Jogos Olímpicos de Verão da Juventude de 2018
O karting (português europeu) ou cartismo (português brasileiro) nos Jogos Olímpicos de Verão da Juventude de 2018 foi um dos três desportos de demonstração realizados durante a disputa da competição multi-desportiva.
A competição ocorreu no dia 13 de outubro de 2018 no Kartodromo Ciudad de Buenos Aires, com a chancela da Federação Internacional de Automobilismo (FIA), e foi disputada por karts elétricos.
A corrida funcionou como um programa de apoio às Olimpíadas da Juventude, sem distribuição medalhas. No total, competiram seis equipes. O piloto argentino Franco Colapinto conquistou a pole e acabou vencendo a prova, ao lado da colega de equipe Brisa Puig.

## Pilotos participantes
O torneio foi disputado por equipes mistas, ou seja, cada equipe foi formada por um piloto masculino e um feminino.
| Masculino - Franco Colapinto - Guido Moggia - Juan Pablo Pilo - Lucas Longhi - Guilherme Andrade de Figueiredo - Nicolas Ignacio Pino Munoz | Feminino - Brisa Puig - Ana Laura Arlan - Maria Dolores Inghiotti - Valentina Funes - Maria Jose Lambertucci - Camila Angela Almada |

## Galeria

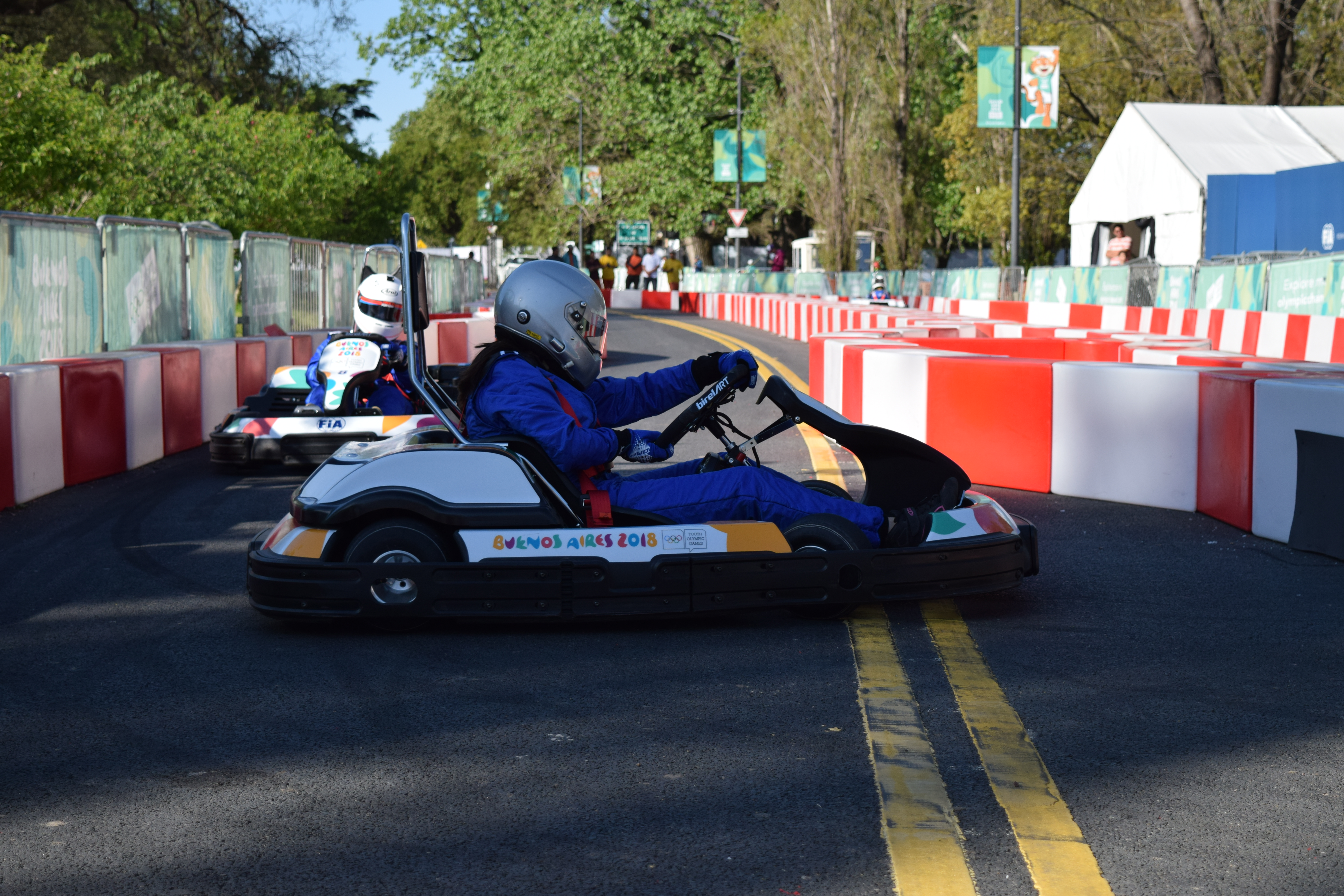
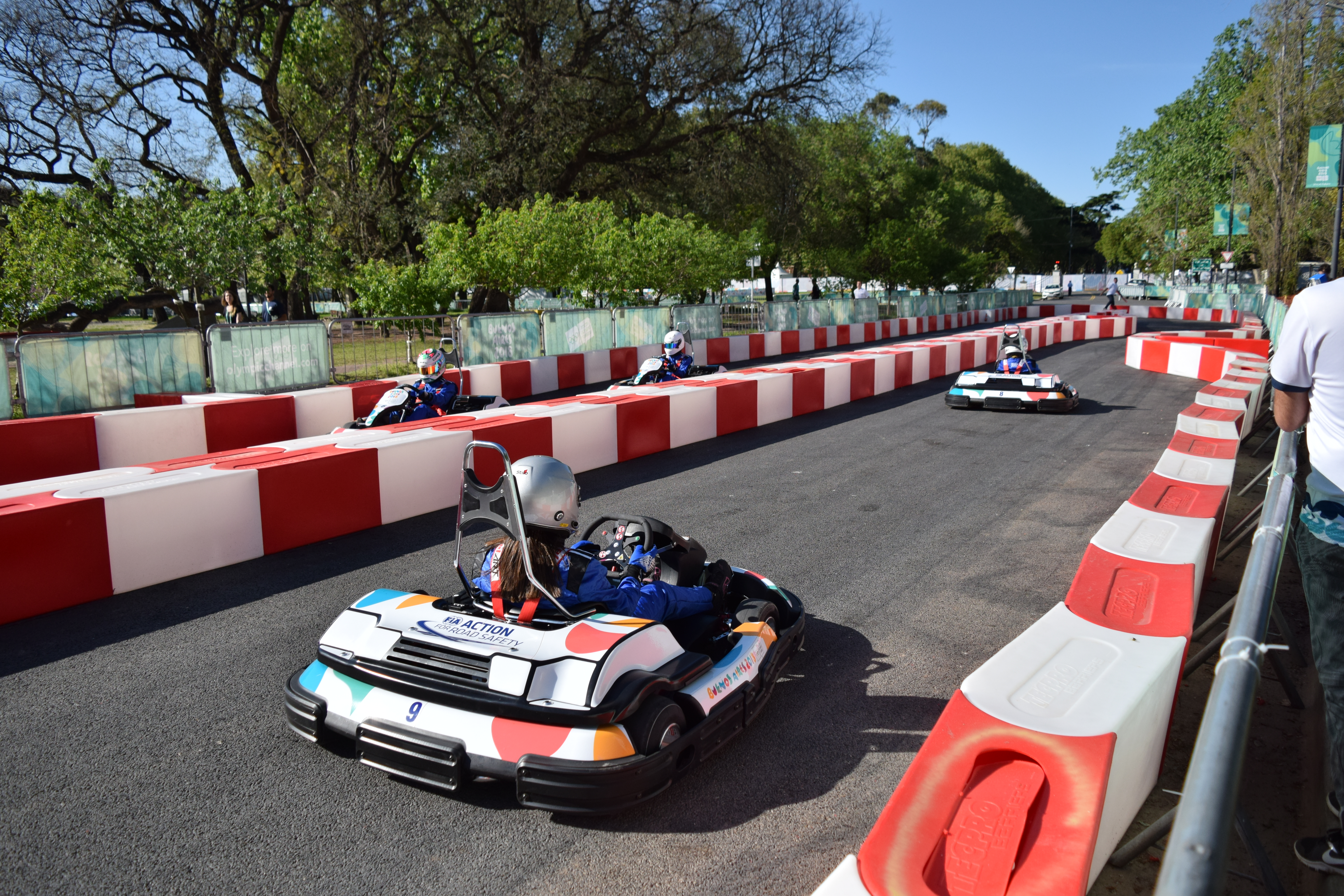
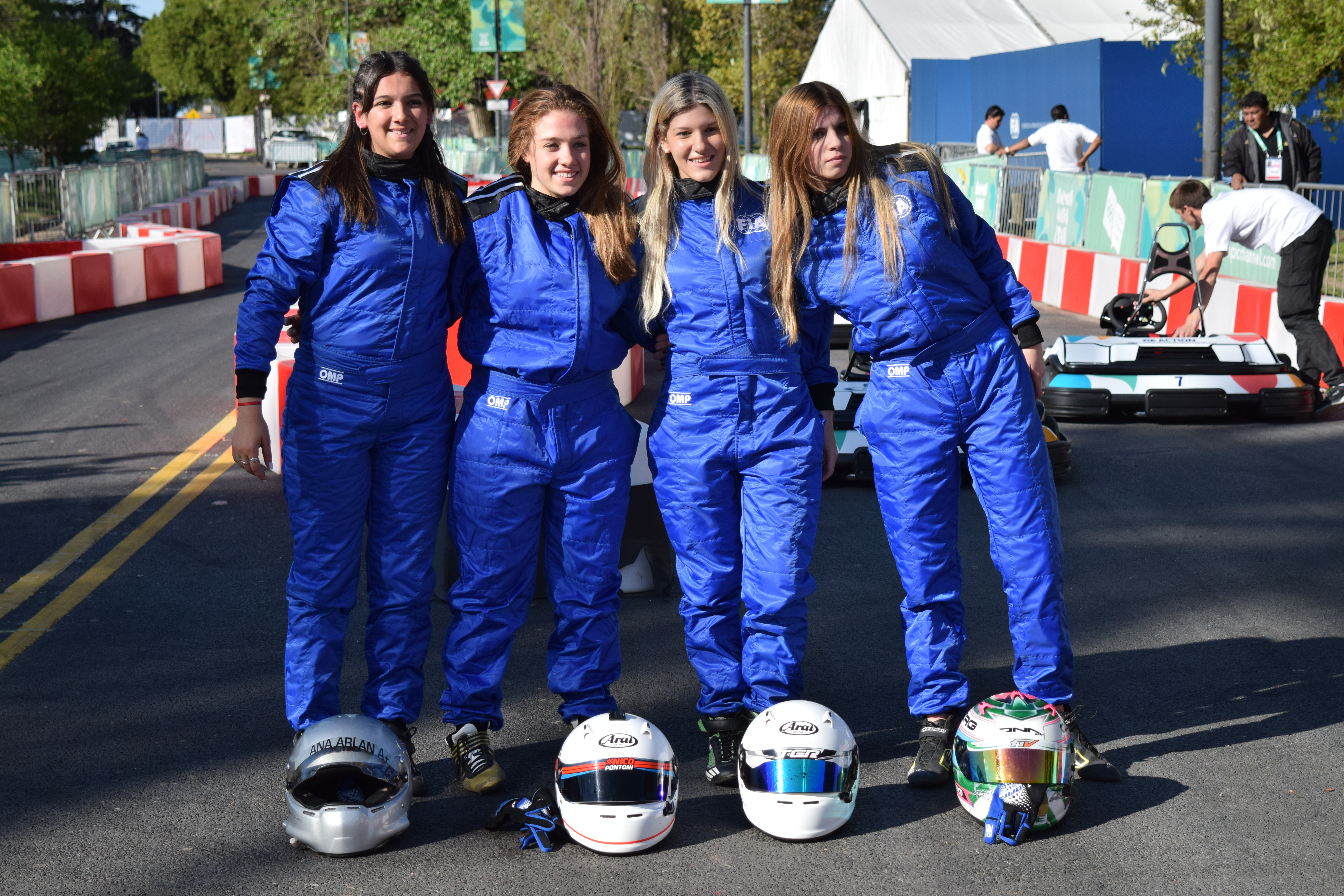

## Medalhistas
| Evento                    | Ouro                        | Prata                                    | Bronze                                  |
| ------------------------- | --------------------------- | ---------------------------------------- | --------------------------------------- |
| Equipes combinadas mistas | Franco Colapinto Brisa Puig | Nicolas Ignacio Pino Munoz Camila Almada | Maria Dolores Inghiotti Juan Pablo Pilo |